# 南海トラフ巨大地震

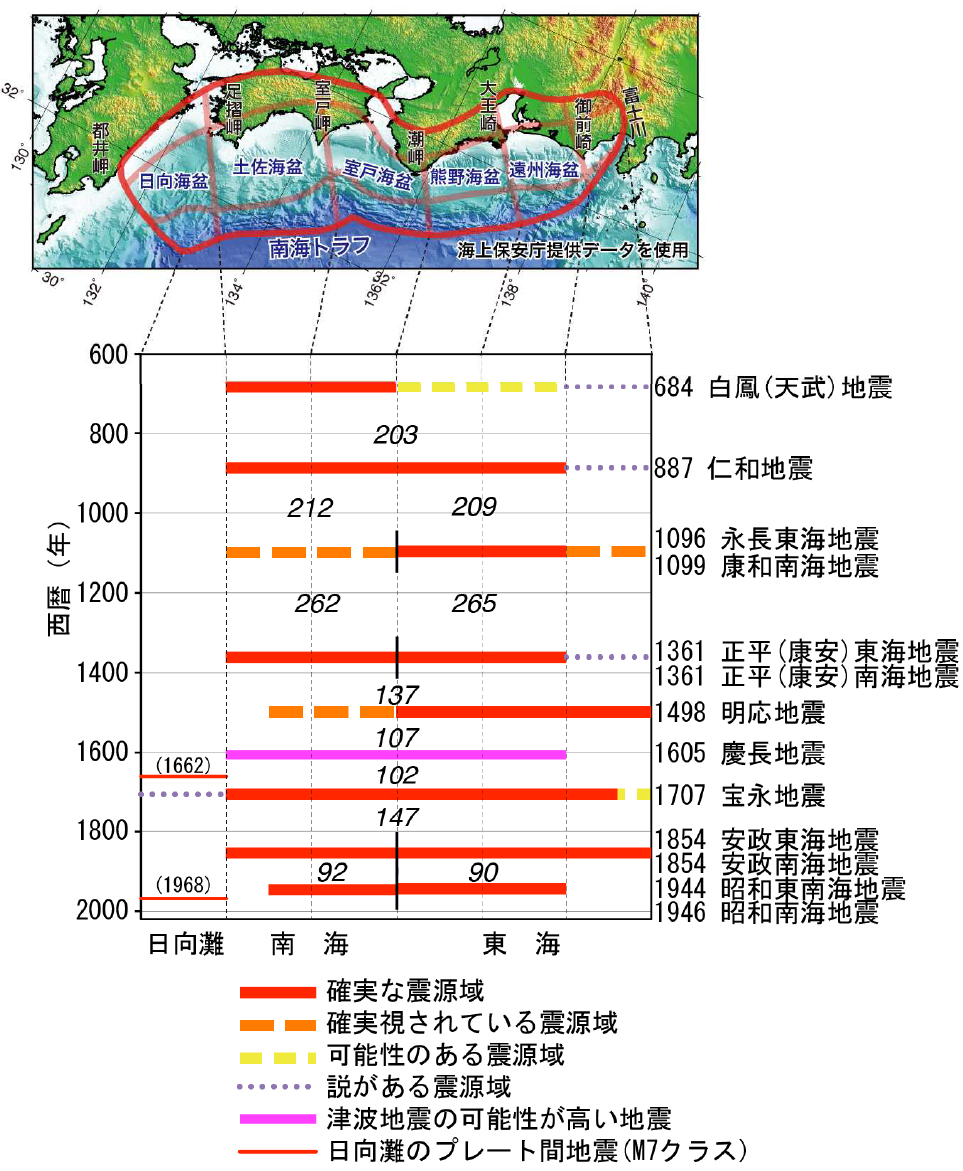
過去の南海トラフ地震の発生年と震源域の場所

南海トラフ巨大地震（なんかいトラフきょだいじしん）は、フィリピン海プレートとユーラシアプレート（アムールプレート）とのプレート境界の沈み込み帯である南海トラフ沿いを震源域とする巨大地震。約100年〜150年に一回の間隔で発生しており、時に超巨大地震となることもある。南海トラフ沿いの巨大地震（なんかいトラフぞいのきょだいじしん）とも呼ばれる。
南海トラフでは昔から東海地震、東南海地震、南海地震の3つの大地震が繰り返し発生しており、2000年代にはこれらの3つが連動して起きる連動型地震に付いての想定がなされてきた（東海・東南海・南海地震）。しかし、2011年に発生したMw9.0の東北地方太平洋沖地震は、これまでの想定を超える規模の地震が南海トラフでも起こりうる可能性を浮き彫りにし、M9クラスを想定範囲に入れた南海トラフ巨大地震として想定を見直すこととなった。また南海地震の西側、南海トラフの西端の日向灘では日向灘地震が繰り返し発生しており、南海トラフ巨大地震では3連動地震に加え、日向灘地震も想定震源域に含んで想定している。
また、2011年8月に内閣府に設置された「南海トラフの巨大地震モデル検討会」が検討を行っている、南海トラフ沿いで発生すると想定される最大クラスの地震も南海トラフ巨大地震と呼称され、また南海トラフ地震（なんかいトラフじしん）とも略称され、本項でもそれを基に解説している。

## 南海トラフの地震の特徴と「地震像」

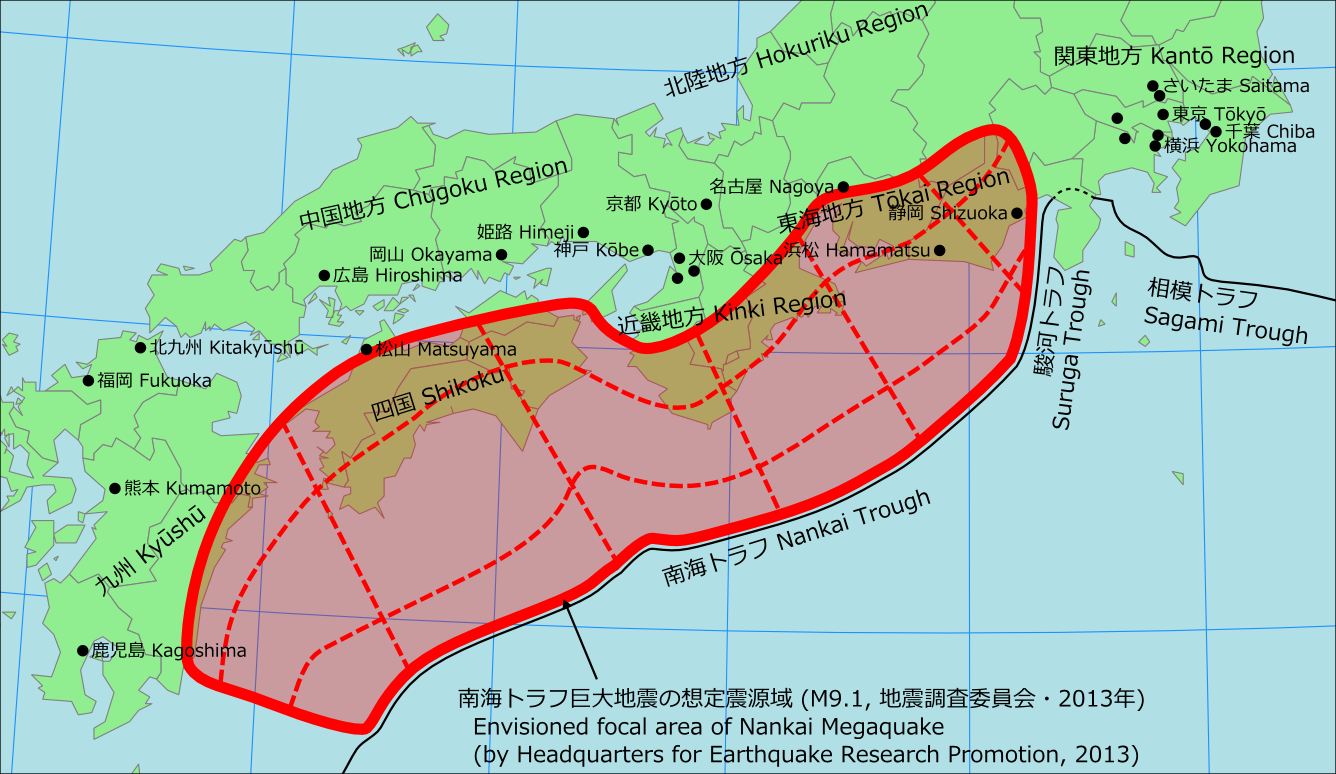
Mw 9.1の最大規模となる南海トラフ巨大地震の想定震源域（2013年、地震調査研究推進本部 地震調査委員会）

この南海トラフ巨大地震による被害については、超広域にわたる巨大な津波、強い揺れに伴い、西日本を中心に、東日本大震災を超える甚大な人的・物的被害が発生し、我が国全体の国民生活・経済活動に極めて深刻な影響が生じる、まさに国難とも言える巨大災害になるものと想定される。—中央防災会議、2012年
南海トラフの地震は、約90 - 150年（中世以前の発生記録では200年以上）の間隔で発生し、東海地震、東南海地震、南海地震の震源域が毎回数時間から数年の期間をおいてあるいは時間を置かずに同時に3つの地震が連動していること（連動型地震）が定説だった。一方で、1605年慶長地震は南海トラフを震源とすることに異論が出されており、南海トラフの地震は200年程度の間隔で発生すると考えるのが自然な姿であるという見解も存在する。最も新しい昭和の地震は地震計による観測記録、それより古い地震は地質調査や文献資料からそれぞれ推定されており、今後も同じような間隔で発生すると推測されている。いずれもマグニチュードが8以上になるような巨大地震で、揺れや津波により大きな被害を出してきた。
なお、その後の研究により、地震が起こるたびに震源域は少しずつ異なることがわかった。例えば、同じ南海道沖の地震でも1854年安政南海地震は南海道沖全域が震源域となったのに対して、1946年昭和南海地震は西側4分の1は震源域ではなかったと推定されている。また一方で東京大学地震研究所の瀬野徹三は、東海・東南海・南海といった3地震の分類を変える必要を挙げ、南海トラフの東端の震源域（東南海の一部および東海）と連動して静岡付近まで断層の破壊が進む「安政型」、その震源域と連動せず静岡までは断層の破壊が起きない「宝永型」の二種類に分類することができるという説を唱えている。
1498年明応地震以降は文献資料が豊富で発生間隔も100年前後で一定していると考えられてきた（下の南海トラフの地震の発生領域（従来説）の図表）。しかし、それ以前は東海道沖の地震の発生記録がほぼないほか、1361年正平地震以前の間隔は記録に欠損があり、例えば13世紀前半と見られる津波や液状化の痕跡は複数の箇所から発見されており、記録を補うものと考えられている一方で、1096年永長地震以前は確かな証拠は無く津波堆積物の研究から100年と200年の周期が交互に繰り返されているとする説もある。液状化跡は内陸局地地震の可能性や推定年代幅の問題もあるため、なおの検討が必要である。他方、地震連動の発生の様子をプレートの相対運動やプレート境界の摩擦特性からシミュレーションする試みもあり、連動性は再現されたが地震発生間隔などが歴史記録と一致しない点もある。
南海トラフ全域をほぼ同時に断層破壊した地震は規模が大きく、1707年宝永地震は日本最大級の地震とされている。1854年安政地震は昭和地震より大きかったが、宝永地震は安政地震よりさらに大規模であった。例えば須崎（現・高知県須崎市）では安政津波は5 - 6m地点に留まっているが、宝永津波は標高11m程度の地点、場所によっては18m地点まで達した。土佐藩による被害報告では安政地震で潰家3,082軒・流失家3,202軒・焼失2,481軒に対し、宝永地震では潰家5,608軒・流失家11,167軒と格段に多くなっている。安政津波で壊滅し亡所となった集落は土佐国で4箇所であるが、『谷陵記』に記された宝永津波の亡所は81箇所にも及んだ。21世紀に入ってからの研究により、高知県土佐市蟹ヶ池に宝永地震による特大の津波堆積物が見出されたが、この宝永地震と同様に津波堆積物を残す規模の地震痕跡は300 - 600年間隔で見出されることが分かった。さらに、宝永地震よりも層厚の約2,000年前と推定される津波堆積物が見出され、宝永津波より大きな津波が起きた可能性が指摘されている。
また、昭和南海地震でも確認されたように、単純なプレート間地震ではなく、スプレー断層（主な断層から分かれて存在する細かな分岐断層）からの滑りをも伴う可能性も指摘され、南海トラフ沿いには過去に生じたと考えられるスプレー断層が数多く確認される。一方、震源域が広いと顕著になる長周期地震動の発生も予想され、震源域に近い平野部の大都市大阪や名古屋などをはじめとして高層ビルやオイルタンクなどに被害が及ぶ危険性が指摘されている。これらに関連して、古文書にはしばしば半時（はんとき、約1時間）に渡る長時間強い振動が継続したと解釈できるような地震の記録が見られるが、これは大地震に対する恐怖感が誇張的な表現を生んだとする見方もある一方、連動型地震のように震源域が長大になれば破壊が伝わる時間も長くなり、そこからまた別の断層が生ずるなど長い破壊時間をもつ多重地震となって、本震後の活発な余震なども相まって実際の揺れを表現したものとする見方もある。
以上のように南海トラフにおける海溝型地震は、繰り返し起こる「再帰性」と複数の固有地震の震源域で同時に起こる「連動性」が大きな特徴となっている。さらに、南海トラフは約2000万年前の比較的若いプレートが沈み込んでおり、薄くかつ温度も高いため、低角で沈み込みプレート境界の固着も起こりやすく、震源域が陸地に近いので被害も大きくなりやすい。南海トラフにおける、フィリピン海プレートとユーラシアプレート（アムールプレート）とのプレート間カップリングは100 %に近くほぼ完全に固着し、1年に約6.5cmずつ日本列島を押すプレートの運動エネルギーはほとんどが地震のエネルギーとして開放されると考えられている。しかし紀伊半島先端部の潮岬沖付近に固着が弱く滑りやすい領域があり、1944年昭和東南海地震、1946年昭和南海地震はいずれもこの付近を震源として断層の破壊がそれぞれ東西方向へ進行したことと関連が深いと見られている。
また。この地震により発生するとされる災害を「東日本大震災」に倣い「西日本大震災」と呼称する場合がある。京都大学大学院人間環境学研究科の鎌田浩毅教授も南海トラフ巨大地震が相模トラフ巨大地震を引き起こすと想定し、この2つの連動型地震を“スーパー南海地震”と呼称している。2011年3月の東北地方太平洋沖地震（東日本大震災）発生後南海トラフ巨大地震への懸念が浮上したことを受けて、日本政府は中央防災会議に「南海トラフ巨大地震対策検討ワーキンググループ」を設けて対策検討を進めた。同ワーキンググループは2012年7月にまとめた中間報告において、南海トラフで想定される最大クラスの巨大地震を「東日本大震災を超え、国難ともいえる巨大災害」と位置づけている。
土木学会は2018年6月7日、発生後20年間の被害総額が最大1410兆円に達する可能性があるとの推計を発表した。

## 地震発生確率

### 時間予測モデルを用いる場合

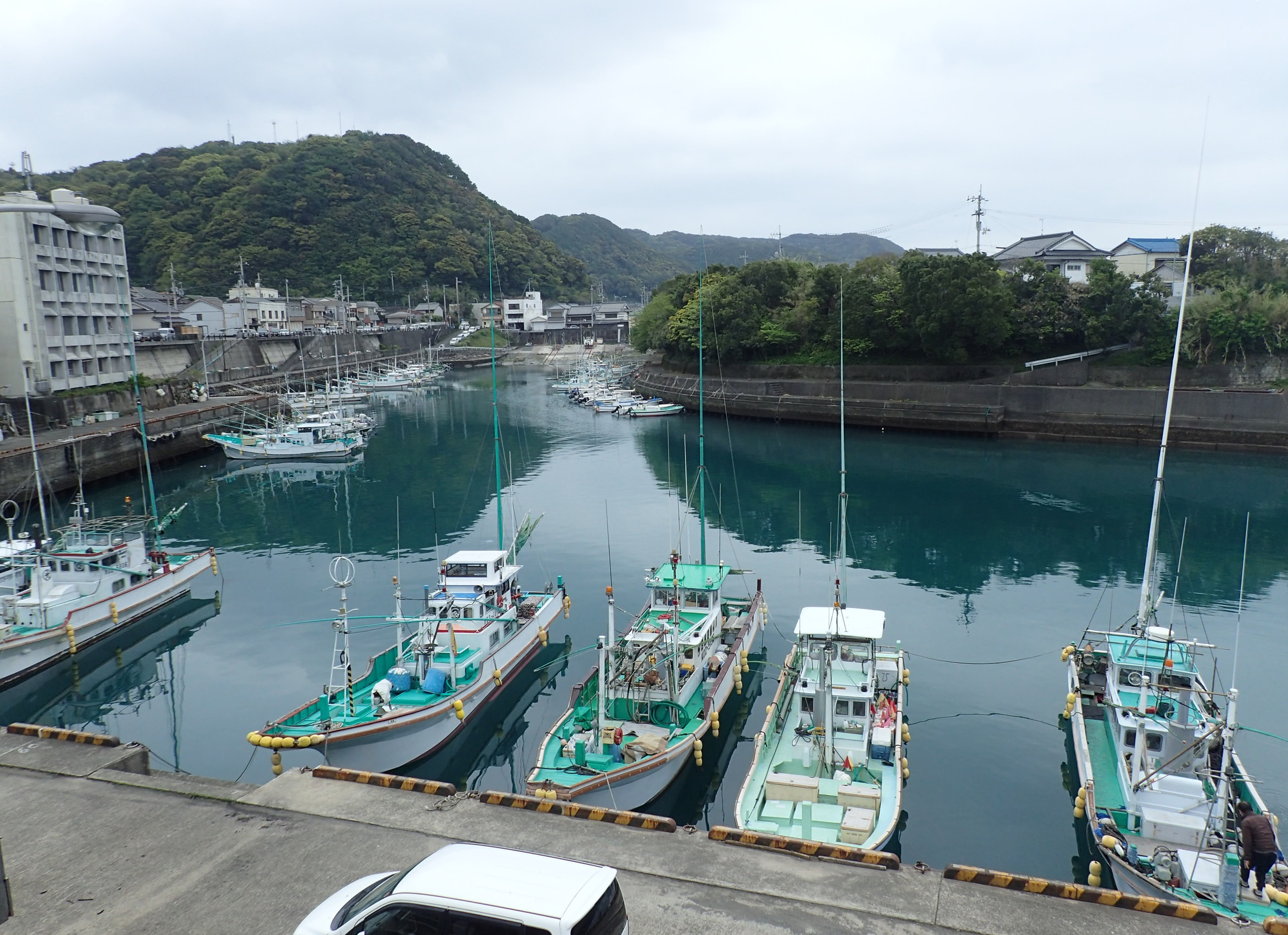
高知県室戸市室津港。南海トラフ巨大地震の度に隆起し船が入港不能となったため掘削工事が繰り返され深くなった。久保野家に残る室津港の水深記録が時間予測モデルの地殻変動量に用いられている。

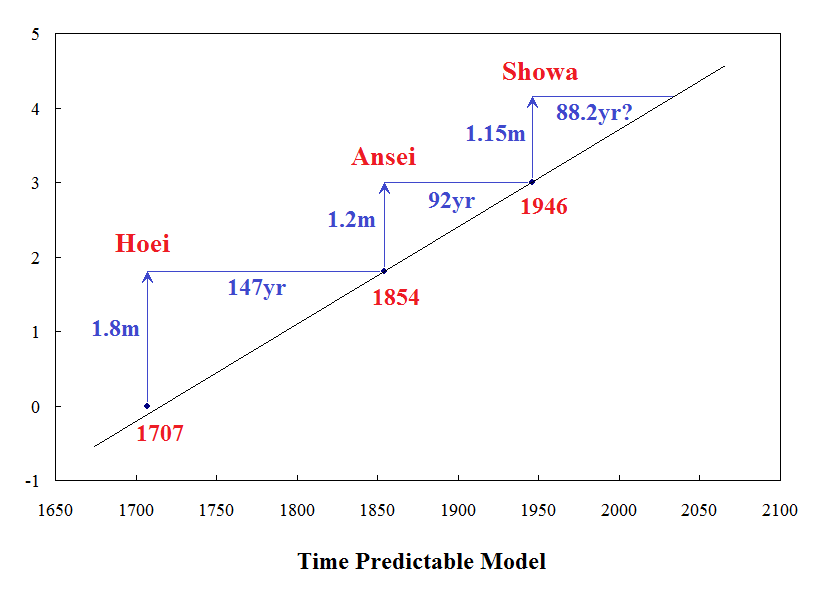
時間予測モデルによる南海トラフ巨大地震の予測と室津港の隆起量。宝永1.8m（推定）、安政1.2m、昭和1.15mの隆起。

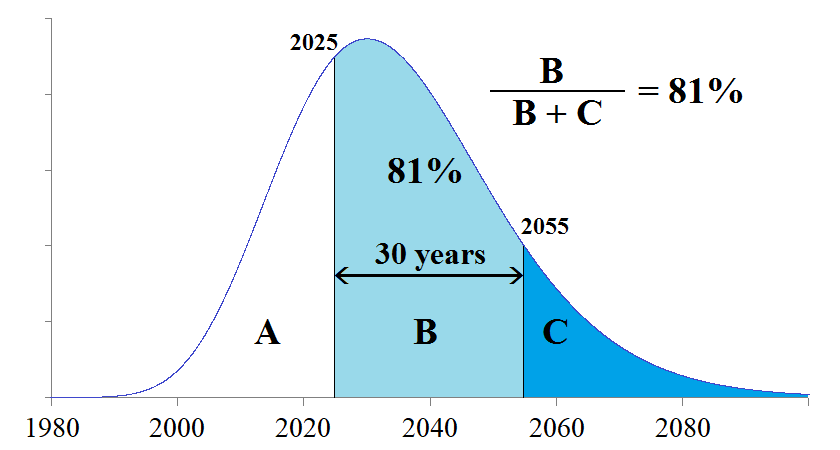
BPT分布に基づく南海トラフ巨大地震の予測。2025年から30年以内の発生確率。（αを0.20として）

BPT分布に基づく南海トラフ巨大地震の予測の時系列。2001 - 2025年までを起点とする、30年以内の発生確率の変化。（αを0.20として）時間の経過と共に発生確率は高くなる。

「時間予測モデル（time predictable model）」は地震による変位量と次回の地震までの回復時間が比例するというモデルであり、これに相対する「すべり予測モデル（slip predictable model）」は前回の地震からの歪蓄積時間と地震による変位量が比例するモデルである。しかしどちらのモデルも不完全であることは明白であるとされる。
多くの断層は弱いながらも時間予測モデルに従う傾向があり、1977年に島崎邦彦は南海トラフ沿いの地震についても時間予測モデルが適用できるのではないかと考えた。
次に発生する可能性のある地震として、従来よりも幅広くM8 - 9クラスの地震を対象としている。高知県室津港の歴代南海地震（宝永・安政・昭和）における隆起量と、発生間隔との関係に基づく「時間予測モデル」を元にすると、次回のM8クラスの地震は昭和南海地震から88.2年後と推定され、これを元に下記の確率が計算された。
| 領域       | 様式           | 規模（M）     | 30年以内の発生確率 | 30年以内の発生確率 |
| 南海トラフ | プレート間地震 | M8 - 9 クラス | 2013年1月1日時点   | 60% - 70% 程度     |
| 南海トラフ | プレート間地震 | M8 - 9 クラス | 2018年1月1日時点   | 70 - 80 % 程度     |
| 南海トラフ | プレート間地震 | M8 - 9 クラス | 2025年1月1日時点   | 80 % 程度          |

室津港の昭和南海地震における隆起量は、潮位の変化から求められた115 cm（津呂）、安政南海地震は室津港を管理していた港役人である久保野家の記録にある四尺（1.2 m）、宝永地震は久保野家の記録にある地震前と地震52年後の水深の差である五尺 （1.5 m）を52年間の変動で補正した値である1.8 mが推定されている。
時間予測モデルによって推定される88.2年を平均活動間隔にあてはめ、正平から昭和に至るまでの活動間隔のバラつきから最尤法で求めた変動係数（標準偏差）αの値は0.20であり、データが少ない点を考慮してαを0.20  -0.24とした。確率密度関数としてBPT（Brownian Passage Time）分布を用いて30年以内の発生確率が計算された。
次に最大クラス（M9超）の地震が発生する可能性もあるが、その発生頻度は（古いものも含めて）100 - 200年間隔で発生している地震に比べて「1桁以上低い」とされた。
時間予測モデルを適用することについて以下の問題点が指摘されている。
- 南海トラフ沿いの巨大地震の震源域に多様性が認められるにもかかわらず室津港の隆起のみで評価できるか。
- 隆起量がそれを回復する時間に比例するならば、平常時の室津港の沈降速度は13mm/年となるが、水準測量による沈降速度5-7mm/年と大きく異なる。
- 島崎邦彦が時間予測モデルが適用できると挙げている地震は昭和南海地震の他、宝永と安政の2つの地震のみである。白鳳地震以降から適用するなら時間予測モデルは成立していないとの指摘もある[44]。

また、ある地震（この場合、南海トラフの地震）が他の地震に誘発される場合があるならば、発生時期が誘発で拘束されるため時間予測モデルは成立しない。
地殻変動量に用いられた室津港の水深の変化の誤差が考慮されておらず、また地震前の水深の計測日が不明など久保野家の記録を用いた変動量そのものに疑義があり、問題点が多く指摘されているにもかかわらず、あたかも科学的な判断のみで結論されたと見做される状況を招いたとの批判がある。

### 発生間隔のみで評価する場合
また、他のプレート境界地震の評価と同じく発生間隔のみを用いて評価する方法もあるが、これも異論のある1605年慶長地震を南海トラフの地震として含めるか否か、また684年白鳳地震以降のすべての地震の年代を用いるか、1361年正平地震以降か、確実な1707年宝永地震以降とするかによっても平均発生間隔は大きく異なる。ここで安政や昭和のように東西で分かれて発生した場合は1サイクルとして扱っている。
| ケース             | 平均活動間隔 | 30年以内の発生確率（最尤法） |
| ------------------ | ------------ | ---------------------------- |
| 白鳳以降全て       | 157.6年      | 10 %程度（α=0.40）           |
| 慶長を除く白鳳以降 | 180.1年      | 6 %（α=0.37）                |
| 正平以降全て       | 116.9年      | 20 %程度（α=0.20）           |
| 慶長を除く正平以降 | 146.1年      | 10 %程度（α=0.35）           |
| 宝永以降           | 119.1年      | 30 %程度（α=0.34）           |

## 歴史

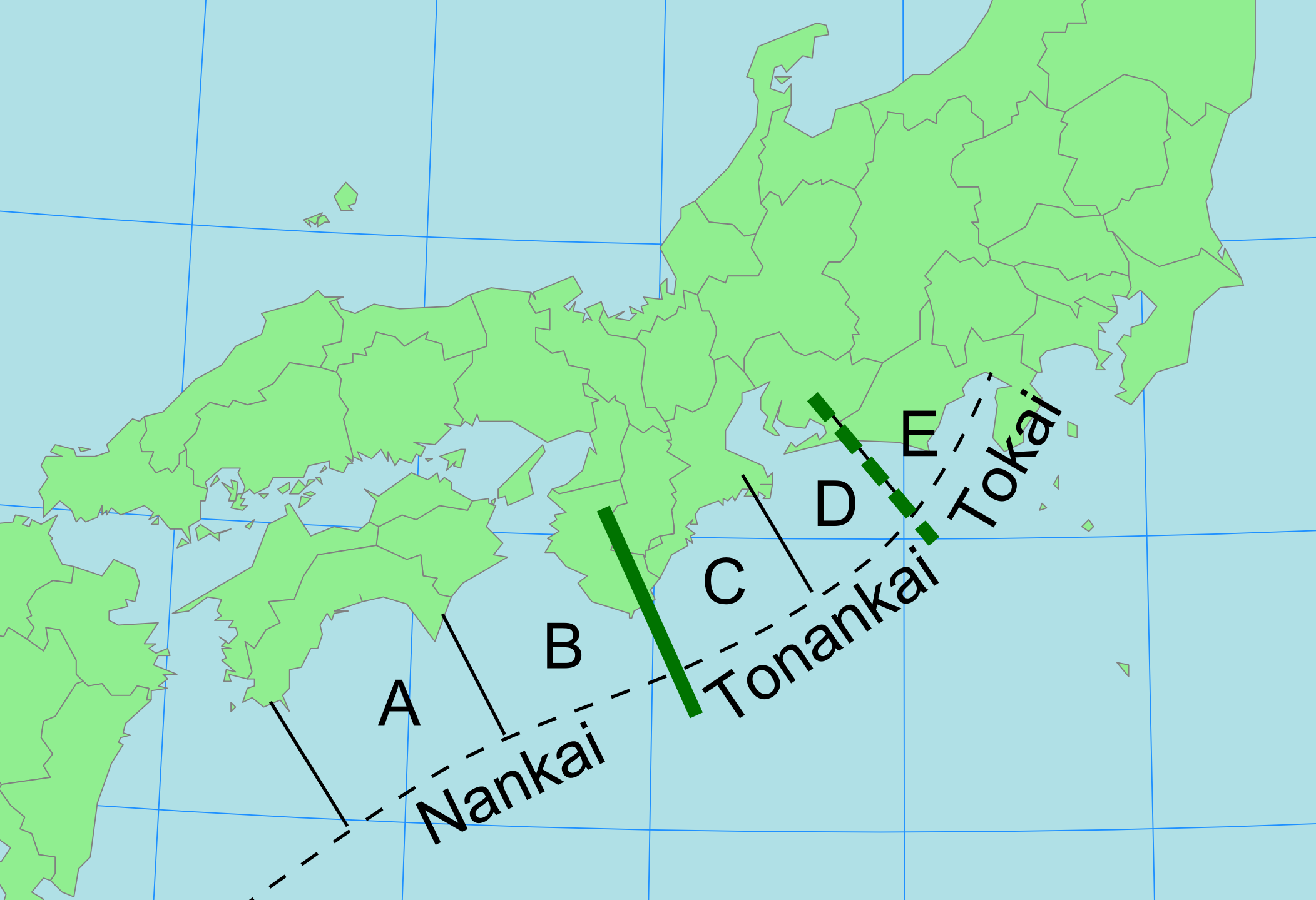
南海・東南海・東海地震の震源域

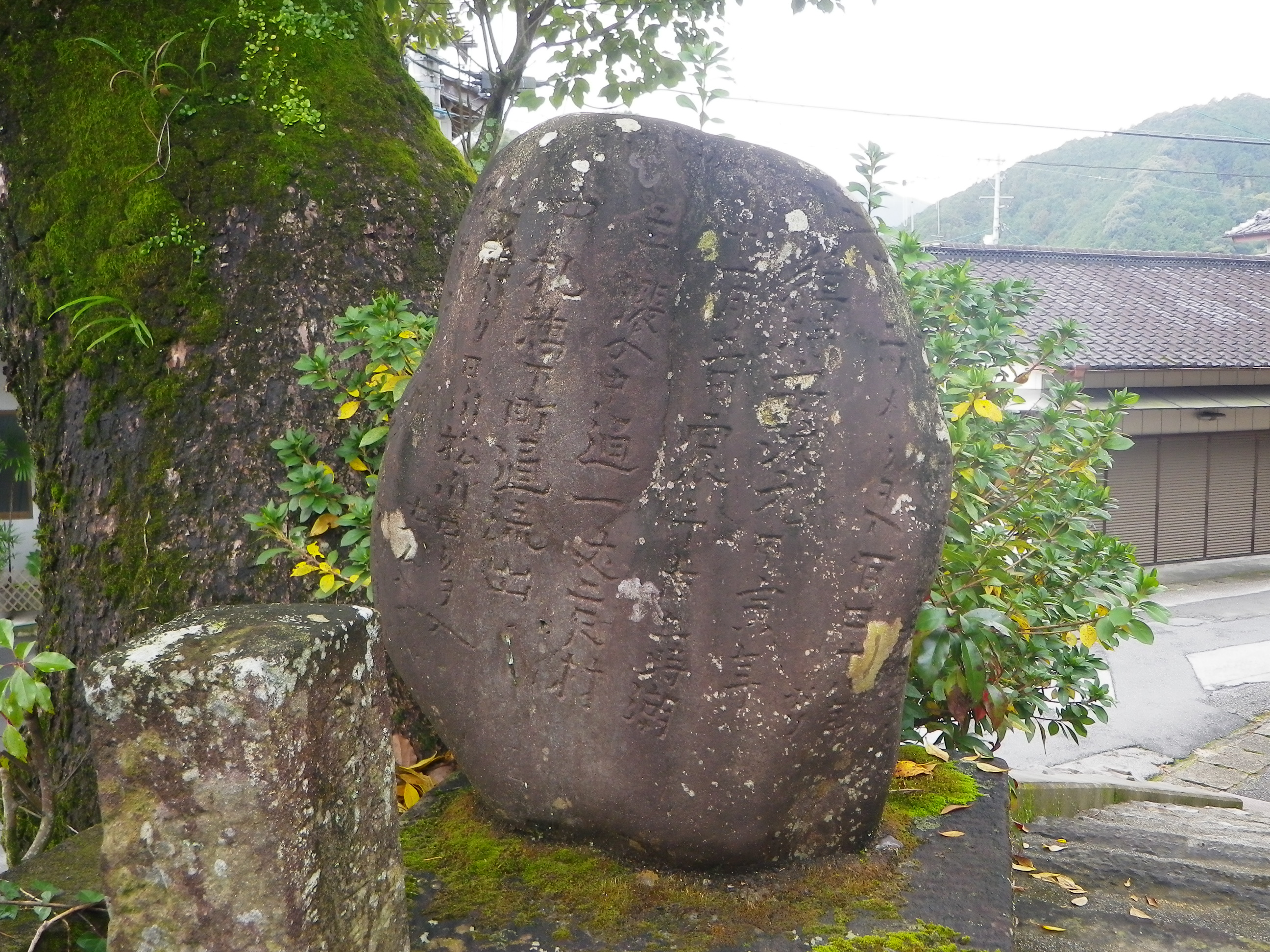
熊野神社震災碑。安政南海地震を記した災害記念碑だが、宝永地震や白鳳地震も振り返って記録が刻まれる。高知県中土佐町久礼。

歴史記録からは、南海トラフ沿いの東半分および西半分の震源域が、時間差、またはほぼ同時に連動して発生したと推定されるが、南海トラフの地震の内、煤書きの地震計記録など辛うじて機器観測の記録が存在するのは昭和地震のみであり、詳しい歴史史料が残り、ある程度震源域を特定できるのは江戸時代以降の安政地震および宝永地震までである。これより前に発生した地震については、史料も乏しく断片的なものに限られ、その震源域については諸説ある。また、慶長地震は南海トラフの地震としては疑わしいとする意見が出され、康和地震も南海道沖の地震とする説に疑義が出されている。古村(2015)は、南海トラフの地震の発生時期を見直し、確実なものに限ると、東海道沖側では平均180年間隔、南海道側では平均252年間隔となるとしている（下の南海トラフの地震の発生領域〈見直し後〉の図表を参照）。
従来は震源域が、南海地震・東南海地震・東海地震、或いはA（土佐海盆）・B（室戸海盆）・C（熊野海盆）・D（遠州海盆）・E（駿河湾）のセグメントに区分されてきた。なお、南海地震はA（土佐海盆）・B（室戸海盆）、東南海地震はC（熊野海盆）・D（遠州海盆）、東海地震はE（駿河湾）における地震に概ね該当する。しかし、宝永地震はA（土佐海盆）の南西側に位置する日向海盆における日向灘地震も連動した可能性が指摘され、また単なる3連動地震ではない別物の巨大地震との説も浮上している。1498年の明応地震は南海地震と日向灘地震が連動した可能性も指摘されている。
|                                                                                  |                            | Z 日向海盆 | A 土佐海盆 | A 土佐海盆 | B 室戸海盆 | C 熊野海盆 | D 遠州海盆 | E 駿河湾 | E 駿河湾 | 連動時の間隔              |
| 石橋（2002）による 発生領域 ■:確実 ■:確実視 ■:可能性がある ■:説がある ■:津波地震 | 684年 白鳳地震             |            |            |            |            |            |            |          |          | 同時期                    |
| 石橋（2002）による 発生領域 ■:確実 ■:確実視 ■:可能性がある ■:説がある ■:津波地震 | 887年 仁和地震             |            |            |            |            |            |            |          |          | 同時期                    |
| 石橋（2002）による 発生領域 ■:確実 ■:確実視 ■:可能性がある ■:説がある ■:津波地震 | 1096/1099年 永長・康和地震 |            |            |            |            |            |            |          |          | 2年2カ月間隔あるいは同時  |
| 石橋（2002）による 発生領域 ■:確実 ■:確実視 ■:可能性がある ■:説がある ■:津波地震 | 1361年 正平（康安）地震    |            |            |            |            |            |            |          |          | 同時期あるいは2日間隔など |
| 石橋（2002）による 発生領域 ■:確実 ■:確実視 ■:可能性がある ■:説がある ■:津波地震 | 1498年 明応地震            |            |            |            |            |            |            |          |          | 同時あるいは近い間隔      |
| 石橋（2002）による 発生領域 ■:確実 ■:確実視 ■:可能性がある ■:説がある ■:津波地震 | 1605年 慶長地震            |            |            |            |            |            |            |          |          | 不明                      |
| 石橋（2002）による 発生領域 ■:確実 ■:確実視 ■:可能性がある ■:説がある ■:津波地震 | 1707年 宝永地震            |            |            |            |            |            |            |          |          | 同時                      |
| 石橋（2002）による 発生領域 ■:確実 ■:確実視 ■:可能性がある ■:説がある ■:津波地震 | 1854年 安政地震            |            |            |            |            |            |            |          |          | 32時間間隔                |
| 石橋（2002）による 発生領域 ■:確実 ■:確実視 ■:可能性がある ■:説がある ■:津波地震 | 1944/1946年 昭和地震       |            |            |            |            |            |            |          |          | 2年間隔                   |

|                                                                  |                         | Z 日向海盆 | A 土佐海盆 | A 土佐海盆 | B 室戸海盆 | C 熊野海盆 | D 遠州海盆 | E 駿河湾 | E 駿河湾 | 地震サイクルの再来間隔 | 地震サイクルの再来間隔 |
| 南海道沖                                                         | 東海道沖                | Z 日向海盆 | A 土佐海盆 | A 土佐海盆 | B 室戸海盆 | C 熊野海盆 | D 遠州海盆 | E 駿河湾 | E 駿河湾 |                        |                        |
| 古村（2015）による 発生領域 ■:確実 Template:C\Color:可能性がある | 684年 白鳳地震          |            |            |            |            |            |            |          |          | -                      |                        |
| 古村（2015）による 発生領域 ■:確実 Template:C\Color:可能性がある | 887年 仁和地震          |            |            |            |            |            |            |          |          | 203年                  | 203年                  |
| 古村（2015）による 発生領域 ■:確実 Template:C\Color:可能性がある | 1096年 永長地震         |            |            |            |            |            |            |          |          | 474年                  | 209年                  |
| 古村（2015）による 発生領域 ■:確実 Template:C\Color:可能性がある | 1361年 正平（康安）地震 |            |            |            |            |            |            |          |          | 474年                  | 265年                  |
| 古村（2015）による 発生領域 ■:確実 Template:C\Color:可能性がある | 1498年 明応地震         |            |            |            |            |            |            |          |          | 346年                  | 137年                  |
| 古村（2015）による 発生領域 ■:確実 Template:C\Color:可能性がある | 1707年 宝永地震         |            |            |            |            |            |            |          |          | 346年                  | 209年                  |
| 古村（2015）による 発生領域 ■:確実 Template:C\Color:可能性がある | 1854年 安政地震         |            |            |            |            |            |            |          |          | 147年                  | 147年                  |
| 古村（2015）による 発生領域 ■:確実 Template:C\Color:可能性がある | 1944 / 1946年 昭和地震  |            |            |            |            |            |            |          |          | 92年                   | 90年                   |

### 年表
地震調査委員会（2013年）により巨大地震の震源域とされた南海トラフ地域を震央とする地震のうち、東海地震・東南海地震・南海地震の震源域で発生した可能性がある9サイクルの巨大地震を示した。参考として、その前後に発生した西南日本内陸の大地震や火山噴火、および近隣地域のプレート間巨大地震のほか、しばしば地震の前後に発生する富士山や伊豆諸島の火山噴火を記した。
- 出典：日付・震源・規模・震度など被害以外の要素については、1922年以前は日本地震学会[66]、1923年以降は気象庁[67]による。被害については、文章毎に注記しているが、主に日本地震学会[66]と地震調査委員会（2013年）[56]を参考として他の出典から加筆した。
- 地震発生年月日の欄の日付は、慶長地震以降はグレゴリオ暦、明応地震以前はユリウス暦（カッコ内はグレゴリオ暦）。

| 地震発生年月日または発生間隔                         | 震央地名       | 北緯 (°N)     | 東経 （°E）     | 深さ (km) | 規模 （M）           | 最大 震度 | 概要 |
| ---------------------------------------------------- | -------------- | ------------- | --------------- | --------- | -------------------- | --------- | --- |
|                                                      |                |               |                 |           |                      |           | - 紀元（西暦）頃（弥生時代） - M9級の超巨大地震の可能性が疑われている。高知県土佐市宇佐の海岸から200m以上離れた蟹ヶ池で、津波による宝永地震の厚さ50cm前後をも超える堆積物が発見されている。 - 允恭年間頃（5世紀前半） - 静岡県坂尻遺跡および大阪府久宝寺遺跡の液状化跡、天理市赤土山古墳に地滑り跡から、この時期に南海トラフ巨大地震が発生したと推定される。 - 684年11月26日（11月29日）（天武13年10月14日） - 白鳳地震当日、伊豆諸島で噴火があり島が生じたと解釈できる記録がある。 |
| 684年11月26日（11月29日）（天武13年10月14日）        |                |               |                 |           | 81⁄4 Mw 8 - 9        |           | 白鳳地震（天武地震）。『日本書紀』の伊予湯泉の停止、土佐の記録は南海道沖の巨大地震を示唆するものであるが、地質調査により同時期に東海道沖でも巨大地震が発生したと推定され、南海トラフほぼ全域が震源域の宝永型の可能性がある。諸国で山崩れ、家屋、社寺の倒壊多数。津波の襲来後、土佐で船が多数沈没、田畑約12平方キロメートルが没して海となったと記録されている。地震の前後に伊予温泉や紀伊の牟婁温泉の湧出が止まった記録がある。 |
| 約203年間                                            |                |               |                 |           |                      |           | - 864年（貞観6年5月） - 866年頃 富士山貞観大噴火 - 869年7月9日（7月13日）（貞観11年5月26日夜） 貞観地震（東北地方の日本海溝沿いのプレート間巨大地震と推定される） - M 8.3、Mw8.4以上と推定。 - 886年6月29日（7月3日）（仁和2年5月24日） 伊豆諸島の新島あるいは他島で噴火があったと推定される。 |
| 887年8月22日（8月26日）（仁和3年7月30日）            |                | 33.0          | 135.0           |           | 8.0 - 8.5            |           | 仁和地震。『日本三代実録』の記録は南海道沖の巨大地震を示唆するが、地質調査により同時期に東海道沖でも地震が発生した痕跡が見つかる。五畿七道諸国、京都で民家、官舎の倒壊による圧死者多数。特に摂津での被害が大きかった。余震が1か月程度記録されている。 |
| 約209 - 212年間                                      |                |               |                 |           |                      |           | - 1083年4月17日（永保3年3月28日）富士山噴火。 |
| 1096年12月11日（12月17日）（嘉保3年11月24日）        |                |               |                 |           | 8.0 - 8.5            |           | 永長地震。東海道沖の巨大地震と推定される。皇居の大極殿に被害があり、東大寺の巨鐘が落下、近江の瀬田の唐橋が落ちた。津波により駿河で民家、社寺400余が流失。伊勢の安濃津でも津波被害があった。2年2カ月後の康和地震との時間差連動との見方もあり、合わせて永長・康和地震と呼ばれる。 |
| 1099年2月16日（2月22日）（承徳3年1月24日）           |                |               |                 |           | 6.4 - 8.3            |           | 康和地震。南海道沖の巨大地震とする説がある。大和の興福寺で門や回廊に被害があり、摂津の天王寺でも被害があった。津波そのものの記録は認められないが、康和2年1月X4日に土佐で田畑約10km2が水没したという記録を康和元年の誤記であり大和・摂津の地震と同一のものと考え、水没は津波の可能性があるとされる。2年2カ月前の永長地震との時間差連動と考えて、合わせて永長・康和地震と呼ばれる。石橋（2016）は、本地震は南海道沖の地震では無く畿内の地震であり、土佐の記録が康和元年とは限らず永長地震が東海道沖の地震に加えて南海道沖の地震をも含む連動型地震であるとする可能性を唱えている。 |
| 約262 - 265年間                                      |                |               |                 |           |                      |           | - 1112年（永正8年）伊豆諸島で噴火があったと推定される。 - 1200年ごろ（前後数十年） - 静岡県の上土遺跡、大阪府堺市の石津太神社遺跡、和歌山県箕島の藤並遺跡および那智勝浦町川関遺跡に残る地震痕跡から、この時期の南海トラフ巨大地震の可能性を推定する説がある。1185年の近畿を襲った文治地震が相当するとする説もあるが、比良断層の活動による内陸地震との説もあり。『吾妻鏡』など鎌倉や京都の地震記録からこの時期の南海トラフ巨大地震の発生日時を探求する試みもある。 - 1360年11月13日・14日（11月21日・22日）（正平15年、延文5年10月4日・10月5日） 紀伊・摂津地震 - M7.5 - 8.0、4日と5日の2度大きな地震があった。死者多数。尾鷲や兵庫に津波あり。これを東海道方面の地震とする説がある。しかし信頼度が劣る史料によるものであり地震の存在自体が疑問視されている。 |
| 1361年7月26日（8月3日）（正平16年、康安元年6月24日） |                | 33.0          | 135.0           |           | 81⁄4 - 8.5           |           | 正平地震（康安地震）。『太平記』の記録は南海道沖の巨大地震を示唆するものである。摂津四天王寺の金堂転倒し、圧死5人。そのほかにも畿内の諸寺諸堂に被害が多かった。摂津・阿波・土佐で津波被害があり、特に阿波の雪（由岐）湊で1700戸が流失、死者60人余り。湯ノ峰温泉の湧出が止まった記録がある。同月に伊勢神宮の被害記録もある。宇佐美(2003)は震源域を南海・東南海の両領域としているほか、発掘調査により同時期に東南海地震が発生したとされる。これに前後して多数の地震記録があり、6月16日-8月24日の約10回ある。石橋・佐竹(1998)はこの中の7月24日（8月1日）の地震が東海道沖の地震であった可能性を指摘している。 |
| 約137年間                                            |                |               |                 |           |                      |           | - 1495年9月3日（9月12日）（明応4年8月15日）『鎌倉大日記』にある鎌倉の大地震、津波を相模トラフ巨大地震とし、南海トラフの地震と連動したとする見方もある。 - 1498年6月30日（7月9日）（明応7年6月11日） - 日向地震。九州で家屋被害や山崩れ、伊予で地変が記録されている。畿内での地震被害や紀伊半島・東海地方での津波の記録もあるほか、上海の津波や揚子江（長江）の氾濫の記録もあることから、南海道沖の地震であったとする説がある。しかし、史料の無理な解釈が含まれ、『九州軍記』の記述を話半分に聞けば九州付近で起こったスラブ内地震であるという解釈も可能。この『九州軍記』は後の創作である可能性が高く日向灘の震源は否定されるとの見方がある。 |
| 1498年9月11日（9月20日）（明応7年8月25日）           |                | 34.0          | 138.0           |           | 8.2 - 8.4            |           | 明応地震。寒川(1997)や地震調査委員会(2013)は東海道沖の巨大地震であり、前後の近い時期に南海道沖の地震が別に発生した可能性が高いとしているが、宇佐美(2003)は南海道沖の地震の同時発生の可能性が高いとしている。紀伊から房総までの沿岸と甲斐で揺れが大きく、熊野本宮の社殿倒壊も記録されているが、揺れによる被害は比較的軽かったともされている。一方津波被害は大きく、伊勢・志摩で死者1万人、駿河の志太郡の『林叟院創記』によれば死者2万6千人（260の誤りとする説、あるいは全体の死者数とする説もある）など、紀伊から房総にかけての広い地域に津波が達した。湯ノ峰温泉の湧出が1ヶ月半止まったという記録がある。京都では余震が2カ月近く続いたという。この津波により浜名湖が海と繋がった。関東では宝永地震よりも津波被害が大きい一方、四国や九州では津波記録がなく詳細は不明。高知県四万十市のアゾノ遺跡で噴砂が流れ出した直後から誰も住まなくなった。遺跡の調査から激しく揺れたことが分かり、徳島県でも同年代の地震痕跡が見つかっている。羽鳥（1976）や相田(1981)は南海トラフより沖合の銭洲海嶺付近を震源とする地震（アウターライズ地震）であった可能性を指摘している。                           |
| 約106年間                                            |                |               |                 |           |                      |           | - 1511年（永正8年）富士山が噴火。 - 1586年天正地震、1月18日（天正13年11月29日）。宇佐美(1996,2003)はM7.8±0.1、飯田(1978,1987)はM8.2とするなど諸説ある。飛騨・美濃・伊勢・近江を中心に近畿・東海・北陸の広い範囲で揺れによる被害があった。伊勢湾と若狭湾で津波被害が記録されているが、異説もある。宇津(1990,2004)や宇佐美(2003)によれば内陸の断層、伊勢湾の断層、あるいは白川断層と養老断層の両方の連動とする説があるが詳しく分かっていない。 - 1596年9月1日（文禄5年閏7月9日）夜、慶長伊予地震発生。3日後（閏7月12日）に慶長豊後地震（M7.0と推定）、さらにその翌日（閏7月13日）に慶長伏見地震（M71⁄2と推定）が発生。大分、四国、近畿を跨ぐ中央構造線上で発生した連動型地震との見方がある。 |
| 1605年2月3日（慶長9年12月16日）                      |                | a)33.5 b)33.0 | a)138.5 b)134.9 |           | 7.9または 7.9 - 8.0  |           | 慶長地震。八丈島、浜名湖、紀伊西岸、阿波、土佐の各地で津波による家屋流出や死者が記録されている。外房や九州南部でも津波被害があった可能性があるとされる。地震調査委員会(2013)のまとめによると、地震動による被害は信憑性のある記録が無く、地震動があったとしても他の南海道沖・東海道沖の地震に比べて弱かっただろうと推測されている。地震調査委員会は2001年の報告書では南海トラフで発生した津波地震と評価したが、2013年の報告書では南海トラフ以外で発生した地震による津波、あるいは遠隔地津波である可能性も否定できないとした。石橋克彦(2013)は、伊豆・小笠原海溝の一部が震源である可能性を提唱している。この表の震源は宇佐美(2003)によるが、今村(1943)、飯田(1981)なども同様に南海道沖と東海道沖を震源域と考えた。一方、大森(1913)は房総沖を震源と考え、河角(1951)、羽鳥(1976)は紀伊半島沖と房総沖、相田(1981)は東海道沖と房総沖を震源域と推定している。 この地震の他にも、慶長の約20年間には被害地震が多発した（慶長大地震参照）。 |
| 約103年間                                            |                |               |                 |           |                      |           | - 1611年12月2日（慶長16年10月28日）慶長三陸地震 - 河角(1951)はM8.1と推定したが、従来震源域と考えられていた三陸沖よりも北の北海道や千島列島沖の日本海溝を震源とする巨大地震だったとする説もあり、産業技術総合研究所(2012)はM8.9以上とした。 - 1614年11月26日 （慶長19年10月25日） 慶長十九年地震 - 高田領大地震とされたが、信憑性は極めて低い。他に関東、東海、近畿、四国で地震被害の記録があるが、詳細不明。 - 1703年12月31日（元禄16年11月23日）元禄地震 - M8.1、相模トラフ沿いの巨大地震。この地震で南海トラフの鍵が外れ宝永地震につながったとする説がある。 |
| 1707年10月28日（宝永4年10月4日）                     |                | 33.2          | 135.9           |           | 8.4 8.6 Mw 8.9 - 9.3 |           | 宝永地震。南海トラフのほぼ全域が震源域と推定される。東海道沖と南海道沖の巨大地震が同時に発生したとされていた。石橋(1977)および相田(1981)は駿河湾も震源域に含まれていたとしているが、震源域が駿河湾奥までは達していないとする説も出され、さらに、駿河では翌日に発生した富士山西麓の地震の被害が含まれ過大評価と考えられることから駿河湾付近（東海地震の震源域）が震源域でなく、銭洲方面へ南下させるなど単純に安政のような東海道沖地震と南海道沖地震が同時発生したものではないとする説（松浦ほか、2010,2011）があるほか、九州東岸の津波が高い事から日向灘地震の震源域も含まれていたという説（古村ほか、2011）もある。東海道、伊勢湾岸、紀伊半島を中心に、九州から東海北陸までの広範囲で揺れによる家屋倒壊などの被害。津波は土佐市青龍寺の参道の標高25mの地点に達するなど土佐湾沿岸で顕著であり、土佐で家屋流失11,000棟以上・死者1,800人以上となったのをはじめ、九州から伊豆までの太平洋岸と大阪湾・伊予灘で津波被害。死者2万人余、倒壊家屋6万戸余。高知で地盤沈下、室戸岬や串本などで隆起が見られたほか、道後温泉など複数の温泉の湧出停止が記録されている。Mw9以上の可能性も指摘されている。 |
| 約147年間                                            |                |               |                 |           |                      |           | - 1707年12月16日（宝永4年11月23日）富士山の宝永大噴火 - 宝永地震の49日後にしての噴火。宝永山（火口）ができる。 - 1847年5月8日（弘化4年3月24日）善光寺地震 - M7.4、死者総数8,600人強 - 1854年7月9日（嘉永7年6月15日）伊賀上野地震 - M71⁄4、死者約600人。 |
| 1854年12月23日（嘉永7年11月4日）                     |                | 34.0          | 137.8           |           | 8.4 Mw 8.6           |           | 安政東海地震。東海道沖の巨大地震。石橋(1981)および相田(1981)は、遠州灘沖に加えて駿河湾に震源断層モデルを推定している。宇佐美(2003)によると各地の推定震度は、近畿地方と中部地方の大部分及び関東地方の一部で震度5弱以上、志摩半島、中部地方内陸部、駿河湾で震度6弱以上、遠州灘沿岸では震度7の可能性もあるという。四国東部から房総半島にかけて津波があり、特に潮岬から渥美半島までの地域では昭和東南海地震の2倍近い高さで、三重県では10mに達したところがあった。家屋の倒壊・焼失3万軒、死者2-3千人と推定されている。 32時間後の安政南海地震との時間差連動と見られ、合わせて安政地震と呼ばれる。 |
| 1854年12月24日（嘉永7年11月5日）                     |                | 33.0          | 135.0           |           | 8.4 Mw 8.7           |           | 安政南海地震。南海道沖の巨大地震。宇佐美(2003)によると各地の推定震度は、九州東部から四国、中国地方、近畿地方西部までの地域で震度5弱以上、高知、徳島、兵庫、和歌山の沿岸部で震度6弱以上。九州東部から紀伊半島にかけて津波があり、四国太平洋岸と紀伊半島南西岸で4-8mに達した。なお、紀伊半島より東側の被害の様子は東海地震との区別が難しく不確実。高知県久礼で16m、和歌山県串本で15mなど高い津波の記録もある。死者は数千人と推定されている。余震は9年間記録されている。 32時間前の安政東海地震との時間差連動と見られ、合わせて安政地震と呼ばれる。これら2地震の他にも、安政の7年間には被害地震が続発した（安政の大地震参照）。 |
| 約90 - 92年間                                        |                |               |                 |           |                      |           | - 1854年12月26日（安政1年11月7日）豊予海峡地震 - M7.3-7.5、伊予西部と豊後を中心に被害があったが、安政南海地震の40時間後であり被害の区別が難しいとされる。 - 1855年3月18日（安政2年2月1日）飛騨地震 - M63⁄4、死者2人。 - 1855年10月2日（安政2年11月11日）安政江戸地震 - M6.9、死者約4,000人、江戸市内で1万4千棟が倒壊・焼失。 - 1857年10月12日（安政4年8月25日）伊予・安芸で地震（芸予地震） - M71⁄4、死者5人。 - 1858年4月9日（安政5年2月26日）飛越地震 - M7.0-7.1、土砂崩れや地震湖の決壊による被害が目立つ。死者203人。江戸地震、飛騨地震、飛越地震などは安政東海地震の誘発地震と考えられている。 - 1891年10月28日 濃尾地震 - M8.0 日本国内観測史上最大の内陸地殻内地震。死者7,273人、負傷者17,175人。この地震の左横ずれの地殻変動によって南西側の東南海地震震源域では圧縮変形が加速され、東北側の東海地震震源域が空白域として取り残される影響がでた可能性がある。 - 1941年（昭和16年）11月19日 日向灘で地震 - M 7.2、死者2人、九州東岸や四国西岸で最大1mの津波。 - 1943年（昭和18年）9月10日 鳥取地震 - M 7.2、死者1,083人。                                                            |
| 1944年（昭和19年）12月7日                            | 三重県南東沖   | 33.573        | 136.175         | 40        | 7.9 Mw 8.2           | 6         | 昭和東南海地震。東南海地震。揺れや津波の範囲がこれ以前の「東海道沖地震」よりも西寄りで狭く、駿河湾付近は震源域にならなかったとされている。このことが、昭和期に駿河湾のみを震源とする東海地震の発生が危惧された原因となった。紀伊半島から伊豆半島にかけての沿岸に津波があり、羽鳥(1979)によると紀伊半島東岸で6-9mに達したが、遠州灘では1-2mであった。被害は東海地方が中心であり、飯田(1977)によると死者・行方不明者1223人、住家全壊約1万8千棟・半壊約3万7千棟・流失約3千棟と記録されている。戦時中のため当時は詳細不明で、後になってから被害状況が分析されている。 御前崎市、津市で震度6、中部・近畿の計8県で震度5を観測。 約2年後の昭和南海地震との時間差連動と見られ、合わせて昭和地震と呼ばれることがある。 |
| 2年間                                                |                |               |                 |           |                      |           | - 1945年（昭和20年） 1月13日 三河地震 - M 6.8、死者・行方不明者2,306人、津波あり。 |
| 1946年（昭和21年）12月21日                           | 和歌山県南方沖 | 33.935        | 135.848         | 24        | 8.0 Mw 8.4           | 5         | 昭和南海地震。南海地震。九州から房総半島南部にかけての太平洋岸に津波があり、四国と紀伊半島では4-6mに達した。主に九州から近畿までの西日本で被害。死者1330人、家屋の全壊約1万2千棟・半壊約2万3千棟・流失約1500棟・焼失約2600棟と記録されている。室戸や潮岬で隆起、須崎や甲浦で沈下が観測されているほか、高知市付近で田園15km2が水没した。 中国・四国・中部・九州の計12県で震度5を観測。 約2年前の昭和東南海地震との時間差連動と見られ、合わせて昭和地震と呼ばれることがある。 |
|                                                      |                |               |                 |           |                      |           | - 1948年（昭和23年）4月18日 和歌山県南方沖で地震 - M 7.0。 - 1948年 6月15日 紀伊水道で地震 - M 6.7、死者2人。 - 1948年 6月28日 福井地震 - M 7.1、死者・行方不明者3,769人。三河地震および福井地震は東南海地震の誘発地震と考えられている。またこれらの地震は濃尾地震の断層の延長上でそれぞれ発生した。 |

## 予想と研究
1900年代の初め東京帝国大学の教授であった今村明恒は過去の歴史記録にある、仁和地震、宝永地震など五畿七道大地震はいずれも津波を伴い南海道沖を震源域とする巨大地震と考え、歴史的に繰り返されてきたことを論じている。更に、今村は1928年に南海地動研究所（現・東京大学地震研究所和歌山地震観測所）を私費で設立した。沢村武雄(1951)は、昭和南海地震発生後に行われた水路部による測量の結果から、四国南部の野根・安田・下田・月灘を結ぶ線を境とする南東上りの傾動が明らかになり、歴史地震で知られている室戸岬の隆起および高知平野の沈降を伴う地殻変動とほぼ一致しているとした。また、白鳳から昭和に至る共通の性質を有する歴代南海道沖地震の震源が、潮岬沖から足摺岬沖へかけて続く大規模な北傾斜の断層線上に並ぶことから、この衝上断層を「南海スラスト」と名付けた。その後、1960年代にプレートテクトニクスが発展し、金森博雄(1972)は昭和東南海・南海地震の震源断層モデルを求め、これらの地震が南海トラフのプレート境界で起こっていることを明らかにした。
2003年時点の「東南海、南海地震等に関する専門調査会」による検討では、今後発生が予測される南海トラフの地震のうち最大のものはマグニチュード8.7、破壊領域は長さ600km程度の3連動である東海・東南海・南海地震とされていた。しかし、2011年東北地方太平洋沖地震発生後、この想定は見直されることとなった。この3つの地震が一挙に起きた場合、また安政地震のように短い間隔で起きた場合は、太平洋ベルト全域に地震動による被害が及び、地域相互の救援・支援は実質不可能となると見られており、早急に地方自治体は連動型地震を視野に入れた災害対策を講じる必要があるとされている。2010年の防災の日には初めて3地震の連動発生を想定した訓練が実施されている。
津波は、東海地震、東南海地震、南海地震の3つの地震が生じた場合、または数分 - 数十分の時間差を置いて連動発生した場合、波の高さが重なり合って土佐湾西部と東海沿岸のいくつかの狭い範囲で10m近い高さに達することがあるとシミュレーションされている。とくに浜岡原発にも近い御前崎付近では同時発生の時に比べて、海上波高が2倍以上となり11mに達することがあるという。また、この連動型地震はさらに数百年に1回、震源域が日向灘まで伸びて、津波が九州佐伯市に押し寄せていた可能性が指摘されている（4連動型：日向灘の地震については日向灘地震も参照）。1707年の宝永地震がそれに当たり、再び起きた場合、津波高の想定は、九州太平洋沿岸で従来予想2m付近から最大で8m級に、四国南端部の土佐清水市で従来6m級から10m以上になる可能性がある。加えて、瀬戸内海まで津波が入り込む恐れもあるという。
さらに1605年慶長地震を引き起こしたと考えられた、通常の3連動地震の震源域より沖合いの南海トラフにかなり近い領域（プレート境界のうち浅い部分）においても、これらの連動型地震と連動してほぼ同時に地震が発生することで、M9クラスの超巨大地震になる可能性が指摘されている。このような広域連動型地震が発生した場合、津波の高さも3連動である東海・東南海・南海地震（従来宝永地震タイプとされていた）の1.5倍から2倍になる可能性があるという。ただし、慶長地震は南海トラフが震源でないとする見解もあり、また、日本海溝と異なり南海トラフは陸側と海溝側の二重の震源域のセグメントとなる証拠はないとされる。

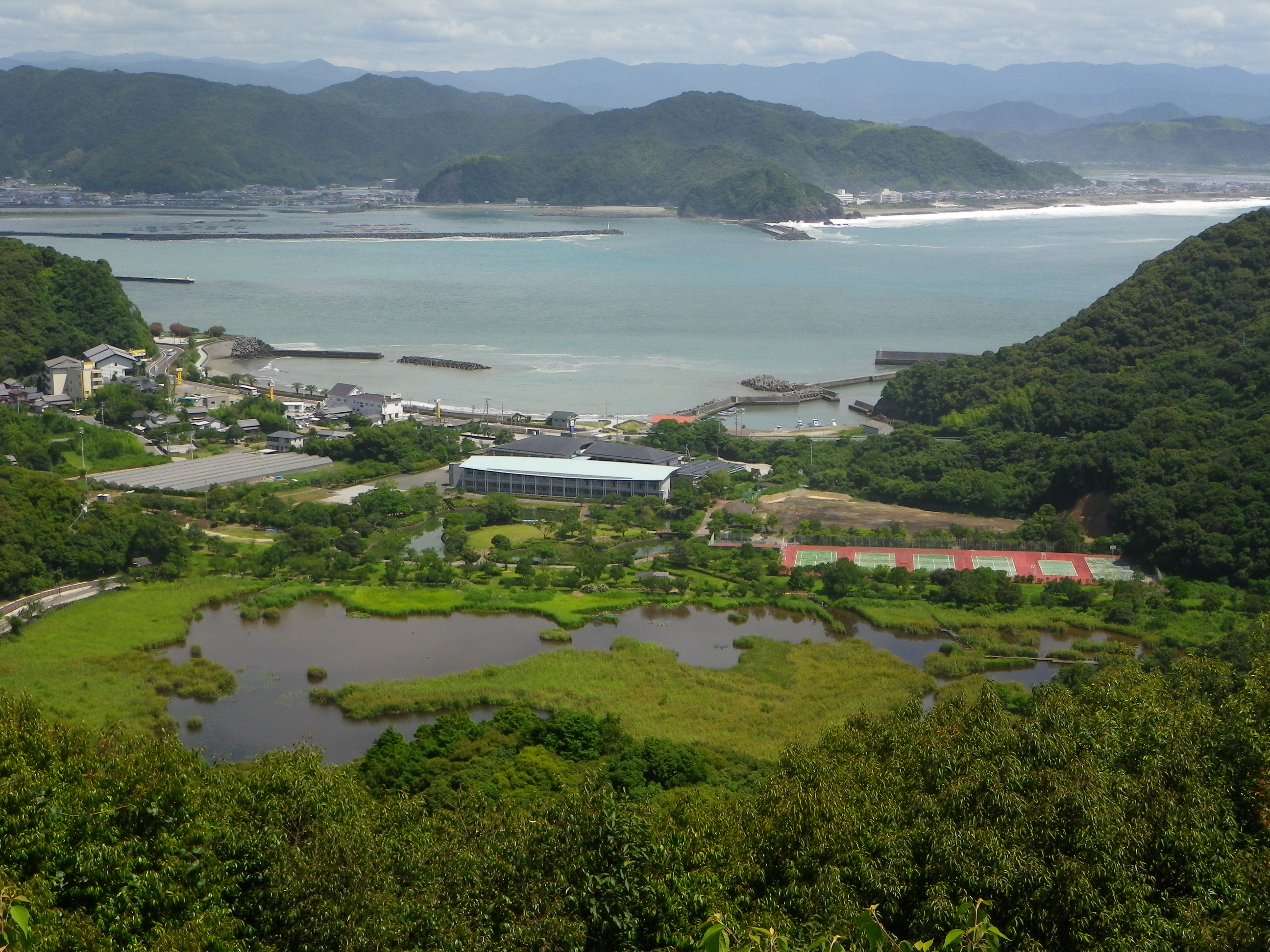
蟹ヶ池（津波湖）。高知県土佐市宇佐町龍。

大分県佐伯市の間越龍神池では3300年前までの地層中に8枚の津波堆積物が発見されており、特に大規模な地震のみが津波堆積物を残したと考えられる。有史以来ではこのうち3枚であり、新しいものから1707年宝永地震、1361年正平地震、684年白鳳地震に対応すると推定されている。また、高知県土佐市蟹ヶ池で見つかった津波堆積物から、宝永地震の時の砂の厚さ以上の粗粒な砂を運ぶ津波が約2000年前に発生していたと推定されており、M9クラスの超巨大地震による可能性が指摘されている。さらに、年代は不明であるが愛知県知多半島南部の礫ヶ浦礫岩層に見られる巨礫を移動させた津波の痕跡から数値を復元した結果、M9クラスの超巨大地震が発生した可能性も推定されている。
この他、南海トラフから琉球海溝まで全長1,000kmにも及ぶ断層が連動して破壊されることで、非常に細長い領域におけるM9クラスの連動型地震、あるいはM9クラスの二つの超巨大地震が連動して発生する可能性も近年では指摘されている。この場合の震源域の全長は2004年スマトラ島沖地震に匹敵するもので、過去には平均1700年間隔で発生していたとする説もある。これは御前崎（静岡県）、室戸岬（高知県）、喜界島（鹿児島県）の3カ所の海岸に残されていた、通常の南海トラフ連動型地震による隆起予測と比べて明らかに大きな隆起地形から推定されている。一方でこの大きな隆起の痕跡の発見者らはプレート境界の巨大地震ではなく、分岐断層あるいは海底活断層による内陸地殻内地震と分類される活動によるものとしている。
文部科学省の委託を受けて、東京大学、東北大学、名古屋大学、京都大学、海洋研究開発機構が「東海・東南海・南海地震の連動性評価研究プロジェクト」を2008年度から2012年度まで実施中で、2012年2月には想定震源域に直接設置する海底地震計や圧力計(津波計)の観測機器に電力を供給し、観測データを送信するための地上局の立地場所が決定された。
2012年1月、東京大学と海洋開発研究機構の研究グループは、紀伊半島沖の東南海と南海の震源域にまたがる長さ200km以上、高さ500m-1kmの分岐断層を発見したと発表した。これは東南海・南海の過去の連動の証拠だとされている。また、地震の際に津波を増幅させるもので、同時に活動した場合に大きな津波が発生する可能性があるとされている。

## 想定

### 内閣府
2025年に内閣府のワーキンググループが発表した被害想定では、いずれも最悪の場合で死者が約29.8万人、家屋の全壊・焼失が約235.0万棟となっている。これは2014年度の中央防災会議における想定から死者数が10%、家屋の被害が6%程減少している。

### 地震調査委員会
政府の地震調査委員会は2022年1月、南海トラフ巨大地震の40年以内の発生確率を「90％程度」とした。翌2023年1月、マグニチュード8～9級の巨大地震が20年以内に起こる確率は「60%程度」と発表している。

#### 南海トラフの巨大地震モデル検討会
2011年3月に発生した東北地方太平洋沖地震を受け、内閣府の中央防災会議は想定を再検討するため「南海トラフの巨大地震モデル検討会」を設置し、同年12月の検討会による中間報告では、南海トラフ連動型の最大クラスの地震・津波の想定がなされ、M9.0との暫定値が発表された（従来は最大M8.7）。座長の阿部勝征は、想定の地震が起きれば「巨大西日本地震」となると述べた。
検討には古文書・津波堆積物などの研究結果が用いられ、想定される震源域は、南西側は日向灘より南西の九州・パラオ海嶺の北側（日向灘地震の震源領域含む）まで、内陸側は四国のほとんどを含む陸域、北東側は富士川河口断層帯（静岡県）北端まで含め、長さは750km、面積は約11万平方kmとなり、従来の約6万平方kmからほぼ2倍になる。想定される波源域も南海トラフ寄りの深さ約10kmの浅い領域に大すべり域、超大すべり域を設定し、地域によっては従来の想定より2倍程高くなった。この海溝寄りに大すべり域を設定した津波断層モデルは、駿河湾から紀伊半島、紀伊半島沖、四国沖、日向灘の内、1ヶ所または複数の大すべり域を設定した11種のパターンが想定され、津波断層モデルを含むモーメントマグニチュードはMw 9.1とされた。
阿部は、東北よりも人口が多いため、東日本大震災での被害とは異なるとした。

2012年3月、同検討会は最大クラスの地震による震度分布・津波高の想定を公開した。地震動については、震度6以上の揺れの地域は従来の国の東南海・南海地震などの想定に比べて2倍近くに増えた24府県の687の市町村で想定され、さらに名古屋市、静岡市、和歌山市、徳島市、宮崎市などを含んだ10県153市町村では震度7が想定されている。津波については、東北地方太平洋沖地震以降に自治体が行った独自想定を上回る例があり、徳島県阿南市では県の想定の5.4mの3倍近い16.2m、三重県志摩市では県の想定の15mに対して24m、同尾鷲市では13mに対して24.5mとなった。独自想定を行っていた9府県では改めて想定や災害対策が検討されることになっており、その他の自治体でも対策の見直しを迫られることになる。検討会は原子力発電所の設置・建設計画がある4箇所について津波高の最大値を公表し、静岡県御前崎市の中部電力・浜岡原子力発電所では、地震による地盤の隆起2.1mを考慮しても付近の最大津波高は21m、市の最大震度は7で、中部電力の想定津波高を越えた。愛媛県伊方町の四国電力・伊方原子力発電所付近では最大津波高さは3m、町の最大震度は6強、茨城県東海村の日本原子力発電・東海第二原子力発電所付近では最大津波高が2.6m、村の最大震度は4、山口県上関町の中国電力・上関原子力発電所の建設を計画している付近では、津波の高さが2.9m、町の最大震度は6弱が想定されている。

### 地方自治体など
2011年10月の三重県によるM9連動地震の想定では、津波は熊野市二木島で高さ19mとなり、防潮堤が機能すれば130km2が高さ2mで浸水、防潮堤が機能しない場合319km2が浸水する。防潮堤点検結果によると、空洞化している部分が少なくとも138カ所あるため対策が急がれている。震源が近く初期微動時間が少ない熊野市・尾鷲市・紀宝町などでは、地震から津波の到達まで3 - 4分しかなく、避難時間確保のためにも防潮堤の復旧が大事である。
2011年12月の徳島県の報告によると、浸水面積は従来の想定の73km2から159km2と2倍以上に拡大し、美波町阿部漁港奥の20.2mをはじめとして海陽町宍喰海岸で19mなど最大津波高も高くなった。内陸部の徳島市富田地区（高さ1-2m）や北島町などが新しく津波浸水地域に指定された。20cmの津波の到達時間は、牟岐町牟岐漁港湾口で3分、徳島市のマリンピア沖洲東端で32分とされ、最大の高さの津波が来る時間は30分から90分後とした。
2012年5月の高知県の報告によると、黒潮町34.4m（佐賀支所の浸水14.5m、高知市14.7m（市役所の浸水1.5m、浸水域東西20km・南北10km、最大浸水4m）の津波が予想された。高知空港全域も浸水し、最大7.5mになるという。
南海トラフ巨大地震で、震度6以上か3m以上の津波が想定される市町村の人口は約5,900万である（東日本大震災での被災者人口は750万人）。
2018年3月、永松伸吾関西大学教授と宮崎毅九州大学准教授は、発生後5年間の国と自治体の復興費用を162兆円と見積もった。これは東日本大震災の32兆円や平成29年度の国の一般会計予算97兆円をはるかに上回る。

## 警戒態勢
- 東日本大震災を踏まえ2013年に堤防の耐震化計画を策定、2023年に20.3kmの耐震化が完了した[188]。
- 気象庁は東海地震に限定していた警戒体制（東海地震に関連する情報）を改めて、2017年11月1日に「南海トラフ地震に関連する情報（臨時および定例）」の運用を開始[189][190]。さらに2019年5月31日には「南海トラフ地震臨時情報」および「南海トラフ地震関連解説情報」に改められた[191]。想定震源域での大規模地震そのものの発生だけでなく、ひずみ計の変化にも留意する。

「南海トラフ地震臨時情報」では以下のキーワードで情報発表が行われる。
巨大地震警戒
想定震源域内のプレート境界でモーメントマグニチュード8.0以上の地震が発生したと評価した場合。-安政東海地震の32時間後に安政南海地震、昭和東南海地震の2年後に昭和南海地震が発生した事例あり。
巨大地震注意
監視領域内でモーメントマグニチュード7.0以上の地震が発生したと評価した場合。-東北地方太平洋沖地震の2日前にM7クラスの地震が近辺で起こった事例から。想定震源域内のプレート境界で通常とは異なるゆっくり滑りが発生したと評価した場合。2024年8月8日に日向灘にて発生したM7.1の地震を受けて運用開始後初めて発表された。

## 地震と地形

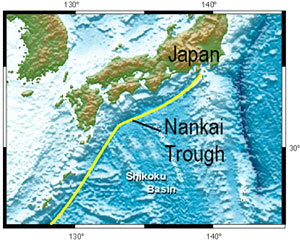
南海トラフの位置と西日本の地形

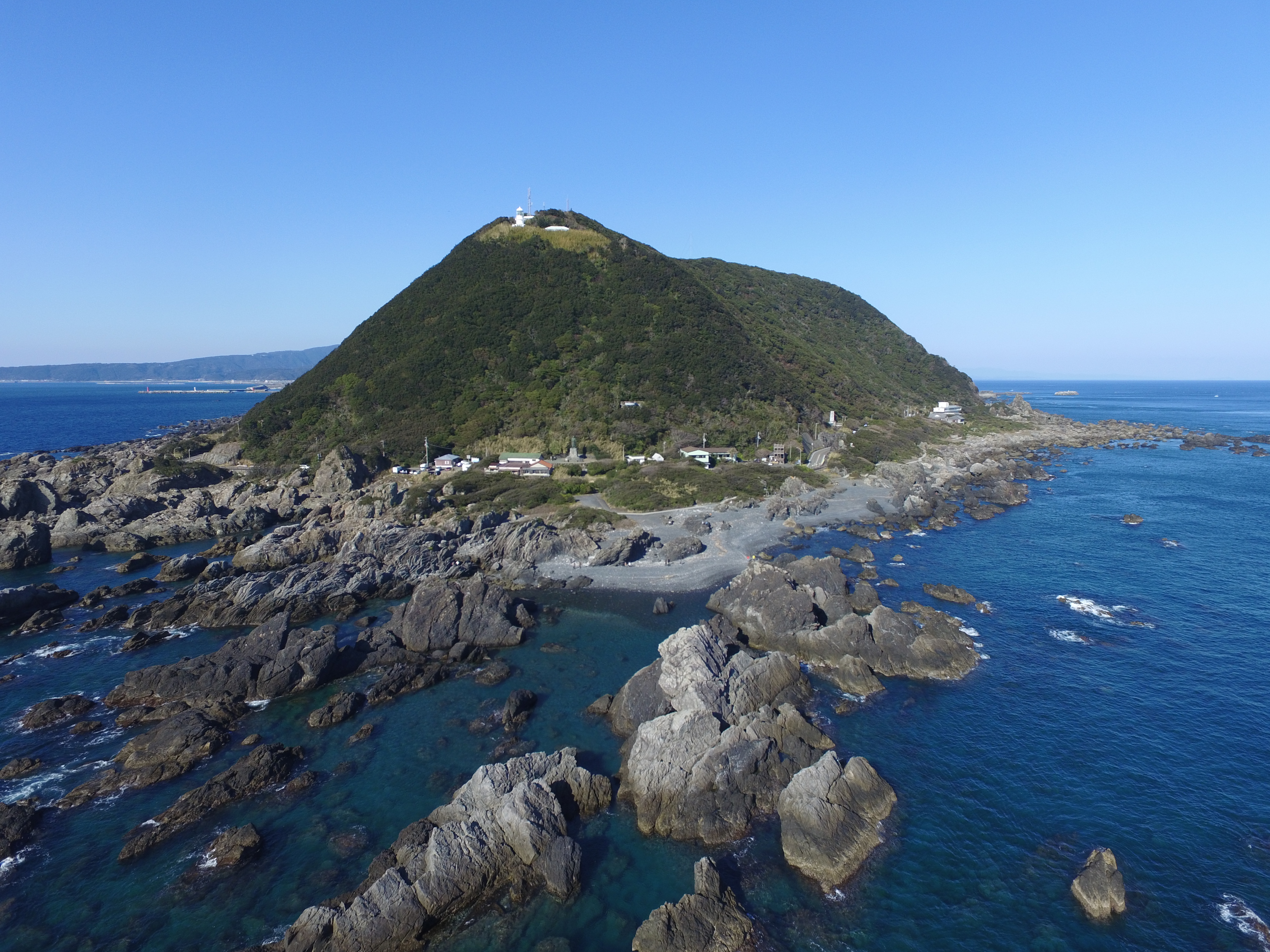
隆起によって形成された室戸岬。海側上空から望む。

フィリピン海プレートの沈み込みによりユーラシアプレートは圧縮応力を受け続け、地震により応力が開放された結果、地殻変動は南東上がりの傾動を示す。御前崎、潮岬、室戸岬および足摺岬は東海・南海地震の度に隆起し、地震後から次回の地震までゆっくりと沈降して回復するが、トータルでは隆起がやや上回る。室戸岬に見られる隆起による海岸段丘や、高知付近の沈降地形は長年に亘る南海地震の繰り返しにより形成された。室戸岬や足摺岬に見られる段丘が現在の高さになるには約15万年の年月がかかる計算となり、南海トラフ沿いの地震は有史以前から幾度となく繰り返されてきたことが窺われる。地球深部探査船「ちきゅう」による紀伊半島沖の掘削調査により南海トラフ沿いの巨大地震は195万年前の断層活動に遡り、155万年前にほぼ現在のような活動が始まったとする推定結果も出されている。
規模の大きな地震により段丘が形成され、最も下にある最新のものは18世紀初頭、すなわち宝永地震の際に生成したものであり、次は平安時代の終わり頃、奈良時代と平安時代の間頃と続く。日本史上最大級といわれた宝永地震も地質時代を通じた歴史の中では一介の地震に過ぎない。一方で、室戸岬の地形は西南日本外帯の東西圧縮による南北に軸をもつ波状構造と、フィリピン海プレートの北西進による運動が同時進行している結果であるとされ、大規模な隆起についてはプレート境界の断層活動よりは、むしろプレート境界から枝分かれした陸地に近い分岐断層によるものと考えられている。御前崎で見出された約7000年間に4回とされる大規模な隆起の痕跡もプレート内の断層活動による可能性が高いとされる。
富士川河口付近では長年の断層による変位を伴う地震活動の繰り返しの結果、富士川河床に露出した13800年前の溶岩は東側の富士市では地下100mに埋もれている程のギャップを生じている。これも東海地震の度に生じた断層活動の累積の結果である。東海地震や南海地震の度に高知付近や遠州灘沿岸は地盤の沈降が見られたが、例えば浜名湖は沈降したところに津波が襲うことを繰り返すことにより形成された湖であると推定される。高知平野などは地震の度に沈降し、沈降後に堆積作用が働いた沖積平野である。また須崎の東側の横浪三里は沈降地形であるリアス式海岸である。このようなリアス式海岸は志摩半島、紀伊水道両岸、宇和海沿岸および佐賀関南側に広く分布し、地震の度に沈降の見られる地域に一致する。
さらに南海トラフに平行して西南日本外帯には赤石山脈、紀伊山地、四国山地と高峰が連なり、例えば御前崎から赤石山脈にかけて波曲しながら階段状に次第に高度を上げる地形が見られる。このような地形はフィリピン海プレートの沈み込みによりユーラシアプレート上の大地が圧縮を受け褶曲活動の結果、もたらされたものである。さらにフィリピン海海底からもたらされた付加体がこれらの山地の形成に関わっている。国土地理院のGEONET測量により、普段は東海地方、紀伊半島中央部、四国中央部および九州東部は隆起し、他方、御前崎、潮岬、室戸岬および足摺岬は沈降と地震による地殻変動とは逆の上下変動が示された。また、GPS解析により南海トラフ巨大地震震源域ではプレート境界の滑り遅れが見られ、固着域の存在と次期地震への準備が着実に進行しつつあることが示された。プレート間固着による年間約6cmプレート境界の滑り遅れ、すなわち陸側プレートの引きずり込みによる海底の西北方向への移動は海上保安庁による観測からも裏付けられた。